# Нікола Йокич
Нікола Йокич (серб. Никола Јокић, нар. 19 лютого 1995) — сербський професійний баскетболіст, грає на позиції центрового за клуб Національної баскетбольної асоціації «Денвер Наггетс». На драфті НБА 2014 року був обраний під загальним 41-м номером командою «Денвер Наггетс». Лідирує серед усіх європейців за кількістю тріпл-даблів в історії НБА і входить в топ-4 за цим показником серед всіх гравців. 5 разів брав участь у Матчі всіх зірок НБА з 2019 до 2023 рік. Чемпіон НБА і MVP фіналу 2023 року.

## Кар'єра

### Європа
Почав професійну кар'єру 2012 року в команді «Мега Візура», проте в сезоні 2012/13 в основному брав участь в іграх молодіжних команд. У сезоні 2013/14 зіграв в 13 матчах в чемпіонаті Сербії, а також в 25 матчах Адріатичної ліги.
26 червня 2014 року Йокич на драфті НБА 2014 року був обраний під загальним 41-м номером командою «Денвер Наггетс».
У сезоні 2014/15 після відходу центрового Ратко Варди, Йокич став одним з лідерів команди. У першому матчі Адріатичної ліги нового сезону привів команду до перемоги над «Скоп'є» з рахунком 103-98. У матчі зробив дабл-дабл: набрав 27 очок і зробив 15 підборів, з індексом корисності 44.

### НБА
Влітку 2015 року, після сезону, проведеного в Європі, Йокич повернувся в команду, якою був задрафтований. 28 липня 2015 року підписав контракт з «Денвер Наггетс». У Літній лізі НБА показники гравця становили 8 очок і 6,2 підбирання в середньому за п'ять матчів. 18 листопада 2015 року зробив дабл-дабл з 23 очками та 12 підбираннями, однак команда програла з рахунком 109-98 «Сан-Антоніо Сперс». 10 січня 2016 роки віддав кращі в кар'єрі дев'ять результативних передач, а команда обіграла з рахунком 95-92 «Шарлотт Хорнетс». 1 лютого знову побив власний рекорд, зробивши дабл-дабл з 27 очок і 14 підбирань, а команда з рахунком 112-93 обіграла «Торонто Репторс». 8 квітня встановив рекорд за підбираннями (15), а команда з рахунком 102-98 обіграла «Сан-Антоніо Сперс». За підсумками сезону посів третє місце в голосуванні на звання найкращого новачка сезону і потрапив в Першу збірну новачків НБА.

### Міжнародна
Йокич брав участь в іграх молодіжної збірної Сербії, на чемпіонаті світу для юнаків не старше 19 років 2013 роки виграв срібну медаль. У восьми матчах турніру в середньому набирав 7,1 очка, здійснював 5 підбирань і віддавав 1,5 передачі. Представляв збірну Сербії на відбірковому турнірі до Олімпійських ігор 2016 року, в середньому набирав 17,8 очок, робив 7,5 підбирань і віддавав 2,8 передачі, а також отримав нагороду найкращому гравцю турніру.
На Олімпійському турнірі 2016 року з командою Сербії виграв срібні медалі, програвши у фіналі тільки збірній США з рахунком 96-66.

## Особисте життя
У Йокіча два старших брата, Неманья і Страхінья. Молодший з двох, Неманья, виступає на рівні коледжів за Детройт Мерсі. Гравці дружать з колишнім баскетболістом Дарко Мілічіча.

## Виступи на Олімпіадах
| Олімпіада           | Дисципліна | Місце |
| ------------------- | ---------- | ----- |
| Ріо-де-Жанейро 2016 | баскетбол  | 2     |